# Arturo Dominici
Arturo Dominici (Palermo, 2 de enero de 1916-Roma, 7 de septiembre de 1992) fue un actor de cine, televisión y doblaje italiano.

## Biografía
Tras cursar estudios en la facultad de lenguas extranjeras de la universidad de su ciudad natal, abandonó sus estudios para dedicarse al teatro, primero como miembro de grupos dramáticos amateurs y luego como profesional en compañías locales. Al estallar la Segunda Guerra Mundial fue llamado a las armas y partió al frente en Yugoslavia. Al regresar de la guerra se casó con la noble palermitana Irene Quattrini que le dio tres hijas, una de las cuales fue Germana Dominici, que siguió los pasos de su padre. También fue el abuelo materno de la actriz de doblaje Lilli Manzini y de la imitadora Francesca Manzini.
En 1947 fue elegido para un pequeño papel por su conciudadano Pino Mercanti para la película Il principe ribelle producida por los hermanos Francesco y Girolamo Gorgone. Tras aquella película, abandonó los teatros y Sicilia para trasladarse a Roma, donde en pocos años se convirtió en actor de carácter en el cine de género, especialmente en el de aventuras, piratas y mitológico.
Alto, delgado, de rostro expresivo a menudo enmarcado por una barba, también fue utilizado en historias de detectives o en wésterns baratos, también apareciendo bajo el seudónimo de Arthur Kent. Dominici se hizo en particular conocido por sus numerosos papeles de villano en películas de terror y fantasía, siendo recordado principalmente por su interpretación del monstruoso Igor Javuto en La máscara del demonio (1960) de Mario Bava, el malvado Euristeo en la epopeya de Steve Reeves de 1958, Hércules, y Mangani en Investigación sobre un ciudadano libre de toda sospecha, de Elio Petri, en 1970. También se dedicó al doblaje, prestando su voz a actores extranjeros como Martin Balsam y James Doohan, así como a Papá Pitufo en versión italiana de la serie de animación Los Pitufos.
Tras divorciarse de su esposa, se volvió a casar con la pintora yugoslava Liana Dodoja el 7 de mayo de 1984.
Murió de cáncer el 7 de septiembre de 1992, a la edad de 76 años, y fue enterrado en el cementerio Flaminio de Roma.

## Filmografía

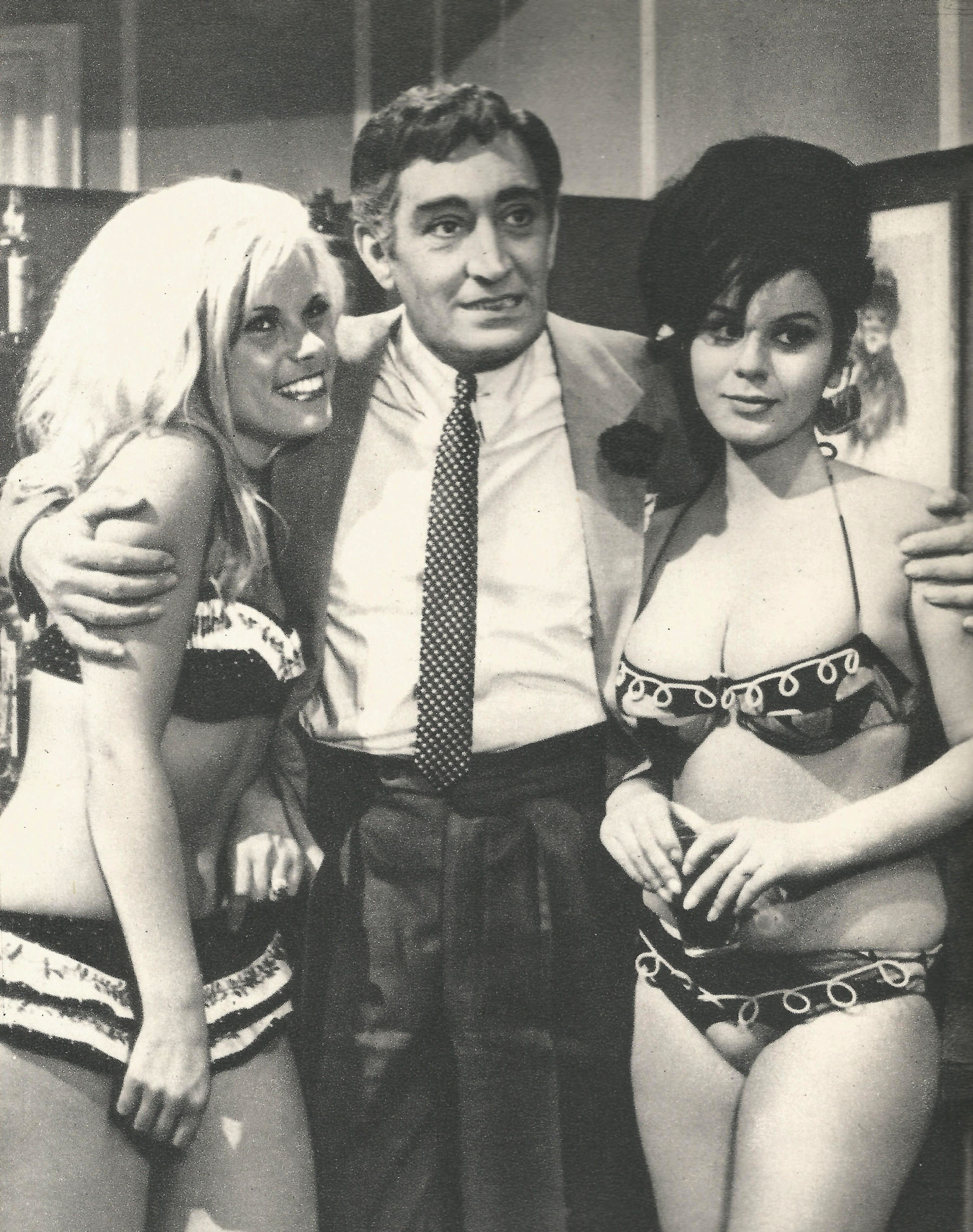
Dominici en I due evasi di Sing Sing (1964).